# Mitsjoerinski Prospekt (metrostation Moskou)
Mitsjoerinski Prospekt (Mitsjoerinlaan, Russisch: Мичуринский проспект ) is een station aan de Kalininsko-Solntsevskaja-lijn van de Moskouse metro. Het station is genoemd naar de gelijknamige laan waar het naast ligt. De laan is op haar beurt genoemd naar de botanicus Ivan Mitsjoerin die in het begin van de twintigste eeuw door veredeling meerdere gewassen geschikt maakte voor het Russische landklimaat.

## Geschiedenis
Het station is voor het eerst genoemd in het ontwikkelingsplan voor de metro uit 1965. Ook toen was er sprake van een overstapstation, destijds tussen de geplande buitenringlijn en de eveneens geplande Kievskaja-radius, de beoogde verlenging van de Arbatsko-Pokrovskaja-lijn ten westen van Kievskaja. Na meerdere wijzigingen in de plannen werd in 2012 het groene licht gegeven voor de Solntsevskaja-radius, met daarin het station Mitsjoerinski Prospekt. In de eerdere plannen zou het station gebouwd worden met een verdeelhal onder het kruispunt Mitsjoerinski Prospekt / Lobatsjevski Oelitsa. Door de bouw van een viaduct over dit kruispunt in 2013 werd de bouw van een overstapstation daar onmogelijk, zodat het station nu 500 meter naar het noordwesten is verplaatst. Het tracé van de Grote Ringlijn is ook aangepast zodat Mitsjoerinski Prospekt overstapstation kon blijven.

## Chronologie
- Oktober 2013 – april 2014: Aannemer Transingstroi verricht voorbereidende werkzaamheden bij het kruispunt Mitsjoerinski Prospekt / Lobatsjevski Oelitsa.
- Mei 2014: Geologisch onderzoek op de huidige stationslocatie, Transingstroi trekt zich terug uit het project.
- December 2014: De nieuwe aannemer IBT LLC begint met het bouwrijp maken van het terrein, bomen en struiken worden gekapt. Het terrein wordt omheind en de graafwerkzaamheden gaan van start.
- Juni 2015: Voorzieningen voor het bouwterrein zijn aangebracht en leidingen door het terrein zijn of worden velegd.
- September 2016: Tunnelboormachine Natalja begint bij Ramenki met het boren van de oostelijke tunnelbuis naar Mitsjoerinski Prospekt.
- Oktober 2016: De bouw van de voetgangersbrug voor de verbinding met het station van de Grote Ringlijn over de Mitsjoerinski Prospekt gaat van start.
- November 2016: Het station is voor 60% gereed.
- 25 januari 2017: Natalja bereikt Mitsjoerinski Prospekt, waarmee de oostelijke tunnelbuis uit Ramenki is voltooid.
- 17 februari 2017: Natalja begint met de westelijke tunnelbuis naar Ramenki.
- 15 maart 2017: De ruwbouw van het station is gereed.
- 6 juni 2017: De westelijke tunnelbuis richting Ramenki is voltooid.
- 7 juni 2017: Begin van de montage van decoratie en de ophangpunten aan de muren.
- 12 juli 2017: Bouw van de tweede en derde laag van het station, alsmede de afwerking van de verdeelhallen en de brug zijn in volle gang. De installatie van systemen en het leggen van de rails gaan van start.
- 3 oktober 2017: De glazen wand aan de westkant van de sporen en decoratie van het perron zijn voltooid.
- 22 februari – 23 maart 2018: Montage van de sierpanelen op de oostelijke tunnelwand.
- 21 juni 2018: Oplevering van de lijn tussen Ramenki en Rasskazovka.
- Augustus 2018: Proefritten naar en van het station.
- 25 augustus 2018: Technische koppeling van het nieuwe baanvak aan het bestaande deel van de Solntsevskaja-radius
- 30 augustus 2018: Opening van het station als 216e van de Moskouse metro

## Ligging en omgeving

Het station gezien uit het zuidoosten

De locatie van het station bij het kruispunt Mitsjoerinski Prospekt / Oedaltsova Oelitsa werd in mei 2014 definitief vastgesteld. Het gebied ten noorden van het station is een beschermd natuurgebied waar niet gebouwd mag worden. Er is wel een park met wandelpaden en banken ingericht. Het station heeft twee verdeelhallen die toegang bieden tot de Mitsjoerinski Prospekt respectievelijk Oedaltsova Oelitsa. De ene verdeelhal bevindt zich in het stationsgebouw, de andere ligt aan de overkant van de straat in een gebouw met een verdieping dat later door beide lijnen gebruikt zal worden. De verdeelhallen zijn met een brug, die aansluit op het tweede niveau van het station, over de Mitsjoerinski Prospekt met elkaar verbonden. De brug is zo ingedeeld dat voetgangers ook kunnen oversteken zonder de metro in te gaan. Samen met de haltes voor overig openbaar vervoer vormt het station een vervoersknooppunt voor de buurt. Naast het station zal ongeveer 85.000 m2 aan kantoren, woonruimte en winkels worden gerealiseerd. De eerste fase van het vervoersknooppunt, inclusief technische voorzieningen, zou tegelijk met het station aan de Solntsevskaja-radius worden geopend, de tweede fase in 2021. Als ook het gelijknamige station van de Grote Ringlijn in gebruik is, dient de westelijke verdeelhal als overstappunt tussen de beide metrolijnen.

## Galerij

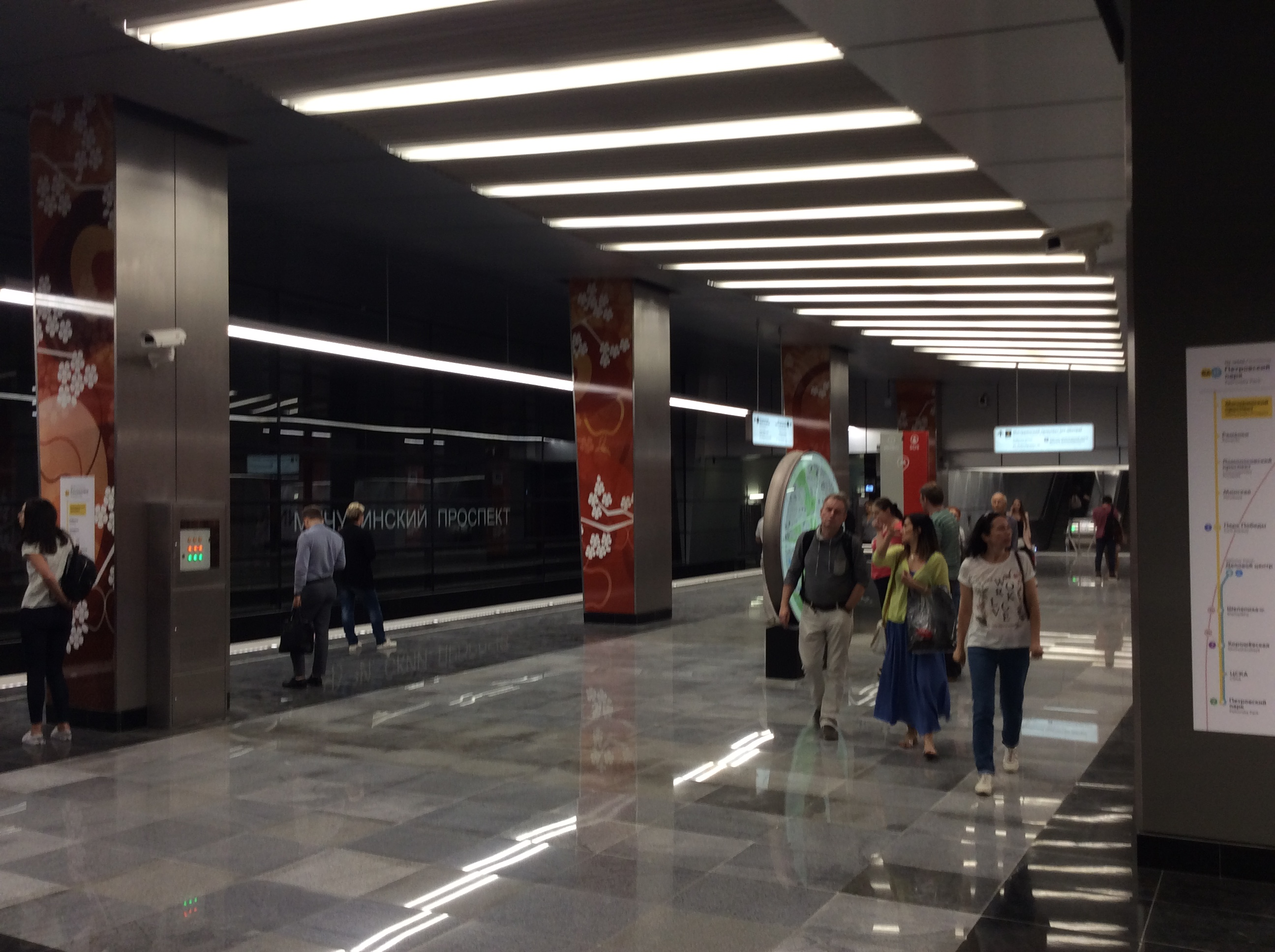
Het perron en de glazen wand aan de parkzijde
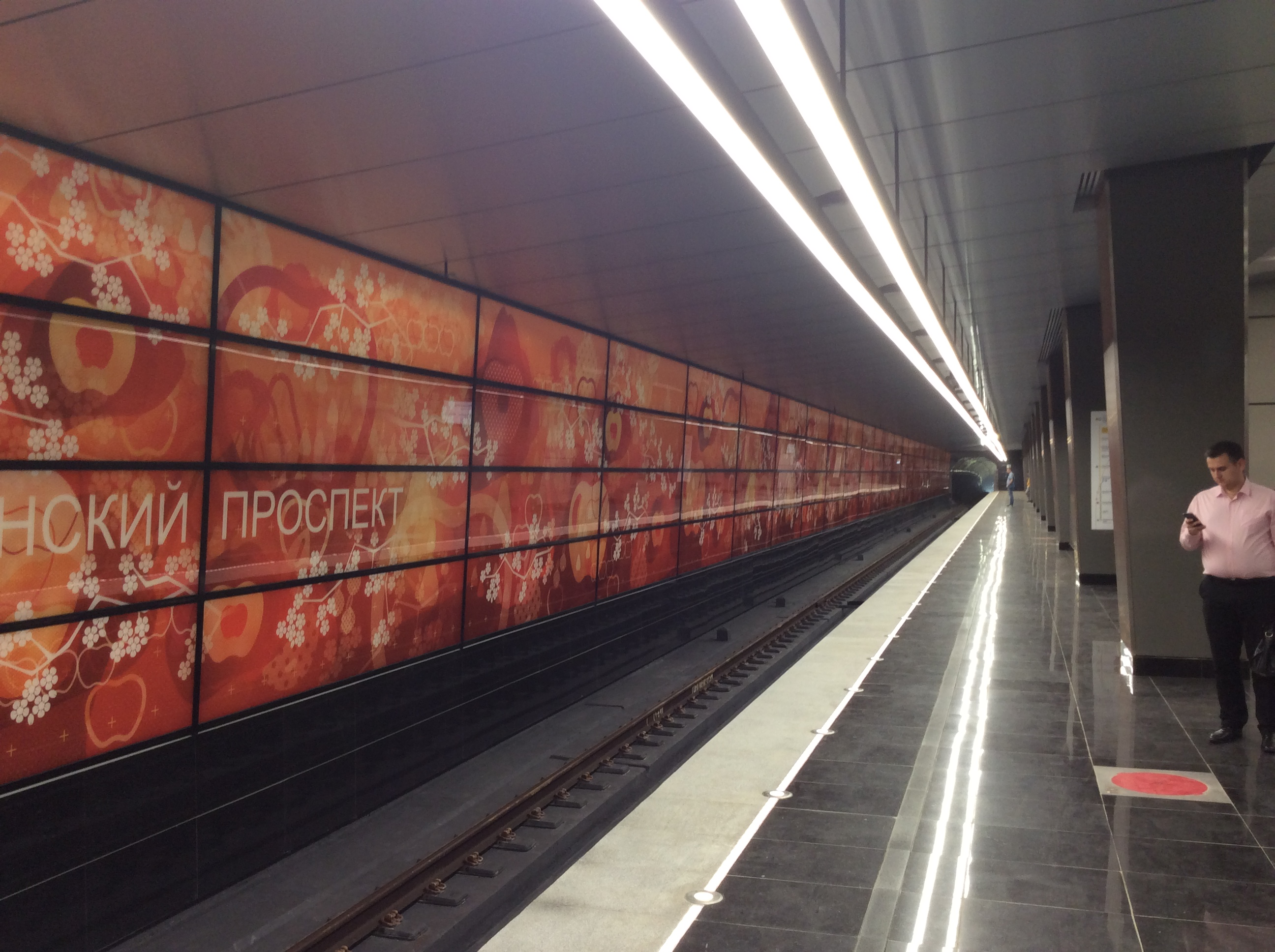
De dichte wand aan de straatzijde met de planten en vruchten van Mitsjoerin.
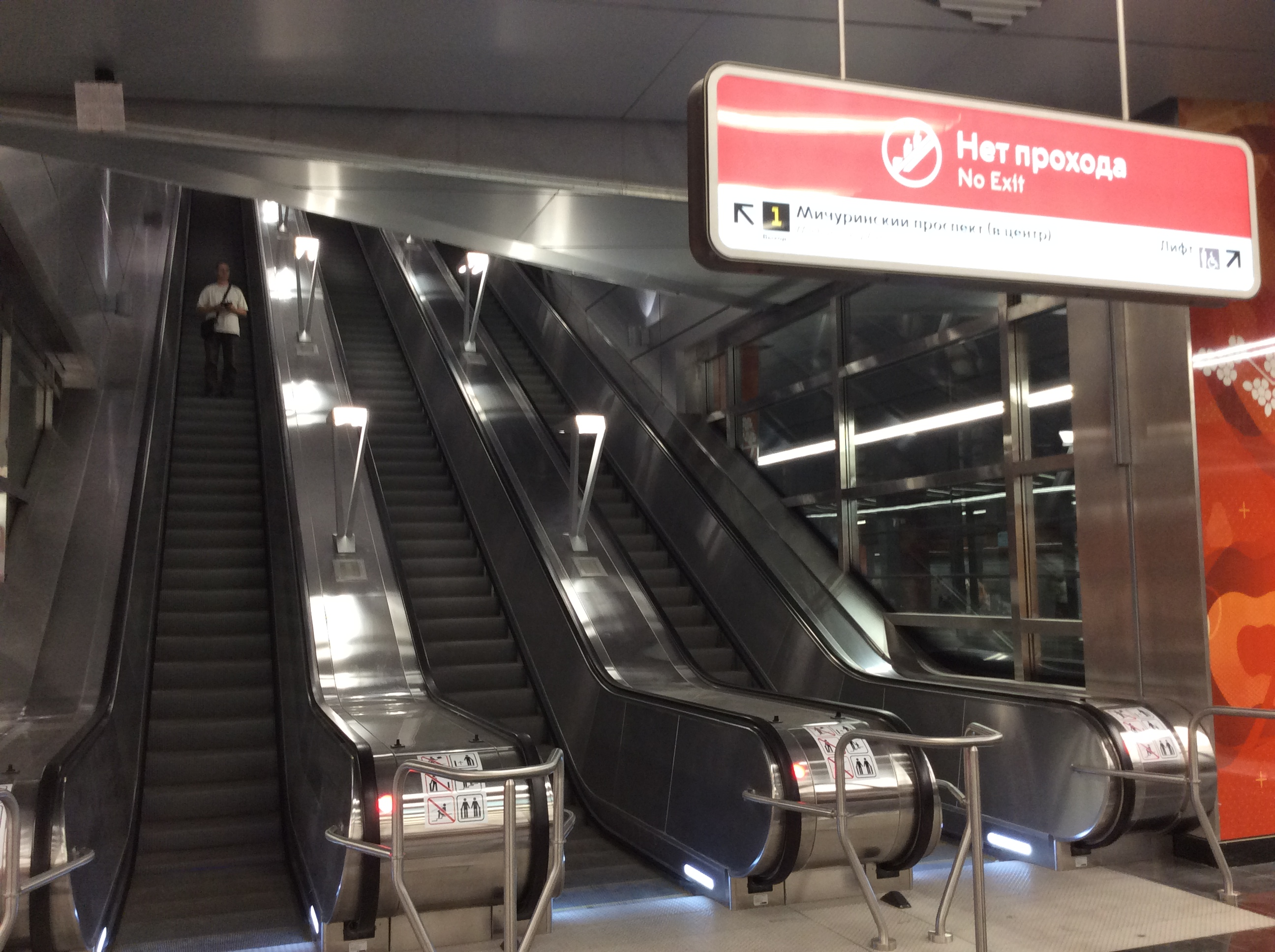
De roltrappen naar het perron

## Architectuur en inrichting
Het station is een ondiep gelegen zuilenstation met als bijzonderheid dat het slechts half ondergronds ligt. Door de ligging in een helling liggen de sporen onder straatniveau maar hoger dan de oevers van de beek, de Otsjakovka, aan de westkant. Aan de westkant is dan ook een glazenwand langs het spoor waardoor de reizigers uitzicht hebben op het park en het bos langs de beek. Deze oplossing is in Europa eerder toegepast bij de Praagse metro in 1994 bij de stations Hůrka en Zličín alsmede bij het begin 21e eeuw omgebouwde station Liljeholmen van de Stockholmse metro. Het station kent drie lagen, de onderste is voor de sporen en het perron, de middelste is voor de verdeelhal en heeft daarnaast een terras dat uitzicht biedt op het park en het dal rond de Otsjakovka, de bovenste is bestemd voor dienstruimten en technische installaties. Het station is ontworpen in “high-tech stijl” en heeft het werk van Ivan Mitsjoerin als thema. Het station is ingericht met graniet, geglazuurd keramiek, glas, staal en aluminium. De kolommen en de tunnelwand langs het spoor zijn, net als een deel van de gevelbeplating, opgesierd met silhouetten van bloeiende takken en vruchten in wit en diverse tinten oranje. Op de 196 meter lange buitengevel is de naam aangebracht met 3 meter hoge letters.